# RAND Corporation
Die RAND Corporation (englisch research and development „Forschung und Entwicklung“) ist ein Think Tank in den USA, der nach Ende des Zweiten Weltkriegs gegründet wurde, um die Streitkräfte der USA zu beraten.

## Geschichte

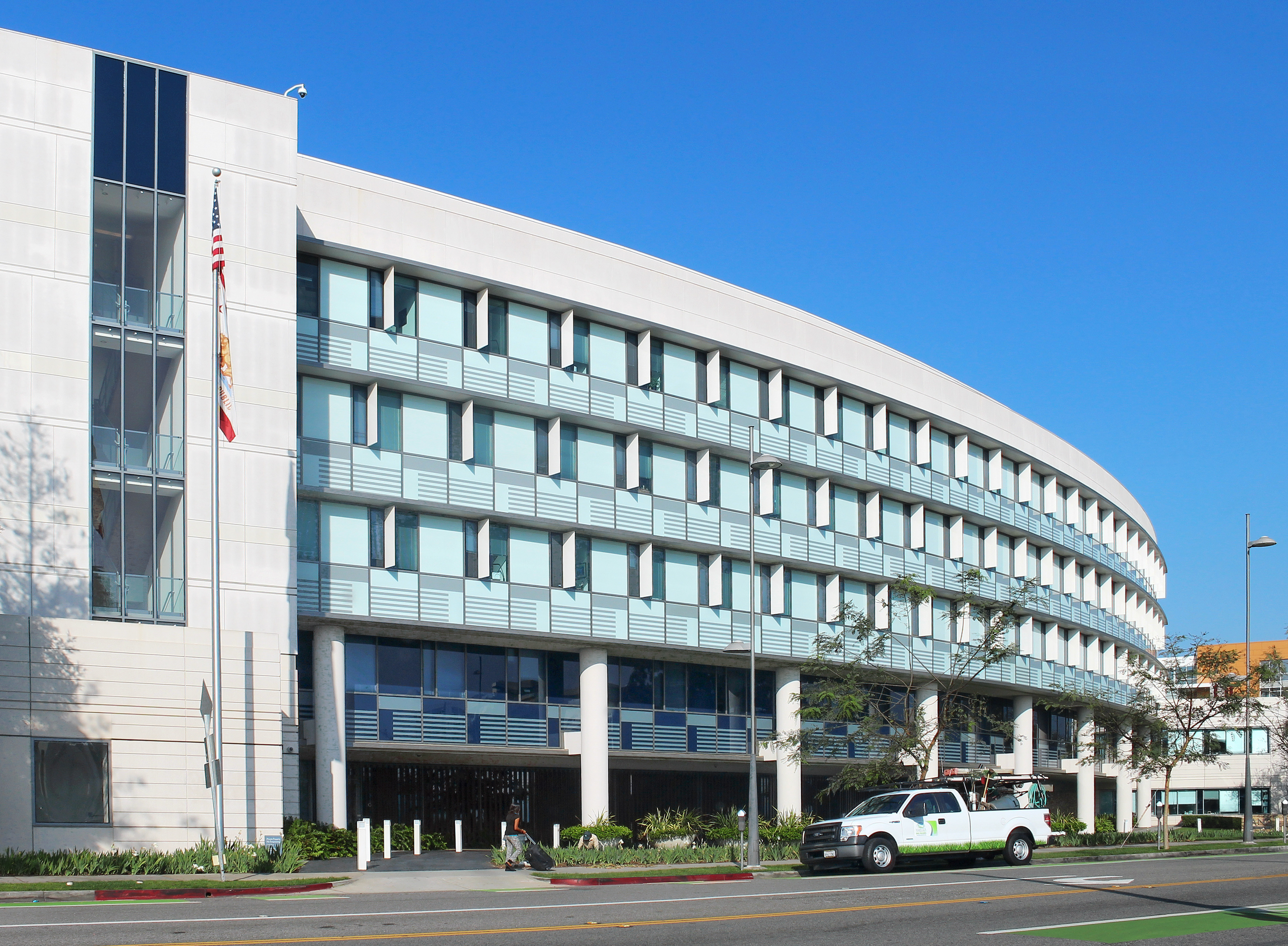
Hauptquartier in Santa Monica

Nach Ende des Zweiten Weltkriegs wurde das Projekt RAND 1946 gegründet, um die militärische Planung besser mit den Forschungs- und Entwicklungsentscheidungen zu verknüpfen. Am 14. Mai 1948 wurde das Project RAND aus der Douglas Aircraft Company herausgelöst und mit Unterstützung der Ford Foundation die Non-Profit-Organisation RAND Corporation gegründet. RAND-Experten spielten eine Rolle im Koreakrieg und der Propaganda des Kalten Krieges. Seitdem ist diese Organisation stark gewachsen und arbeitet mittlerweile auch mit anderen staatlichen, aber auch privatwirtschaftlichen Institutionen zusammen. Die RAND Corporation war im Team, das mit der Erstellung der sog. Pentagon-Papiere betraut war, mit 6 Mitarbeitern vertreten, darunter auch der spätere Whistleblower Daniel Ellsberg.
Im Dezember 2023 wurde die RAND Corporation in Russland als „unerwünscht“ eingestuft.

## Überblick
RAND beschäftigt über 1.880 Angestellte aus 50 verschiedenen Ländern. Viele Mitarbeiter sind mehrsprachig (insgesamt sind 75 verschiedene Sprachen vertreten). 7 % der Mitarbeiter verfügen über eine Bachelor-Abschluss, 38 % über einen Master-Abschluss und 55 % sind promoviert. Von den Einnahmen 2020 in Höhe von 349 Mio. US-$ stammen ca. 55 % aus dem Budget des Verteidigungsministeriums bzw. den Streitkräften der USA. Weitere staatliche Stellen tragen ca. 27 % zu den Einnahmen bei. Der Rest verteilt sich auf Universitäten, Nichtregierungsorganisationen, Stiftungen, Non-Profit-Organisationen und den privaten Sektor. Die Ausgaben machen zum großen Teil (75 %) die Forschungsarbeit aus. Daneben wird für die Verwaltung, IT und Mitarbeiterentwicklung 14 % ausgegeben. Für die Gebäude und das Gebäudemanagement werden 9 % verwendet und für die Mittelbeschaffung (sog. Fundraising) 1 %.
Die Organisation hat ihren Hauptsitz in Santa Monica. Daneben existieren Büros in der Nähe von Washington, D.C. (in Arlington), Boston und Pittsburgh. In Europa ist man in Cambridge und  Brüssel vertreten. Das australische Büro befindet sich in Canberra. Von 2003 bis 2013 existierte in Doha das RAND-Qatar Policy Institute.
Seit dem 5. Juli 2022 ist Jason Matheny Präsident und Geschäftsführer (CEO).

## Thematische Schwerpunkte
Zu den von RAND bearbeiteten Themen gehörten in den letzten Jahren unter anderem Strategien zur Destabilisierung Russlands und Überlegungen zum Krieg mit China, sowie zukünftige Anforderungen für den militärischen Flugzeugbau und Schutzmöglichkeiten vor terroristischen Anschlägen, aber auch soziale Themen wie wachsende Adipositas in den USA oder das Problem des Drogenmissbrauchs an amerikanischen High Schools.

## Bekannte Mitarbeiter
- Bruno Augenstein
- Henry H. Arnold, Gründer
- Donald Wills Douglas, Gründer
- Arthur Emmons Raymond, Gründer
- Harry Igor Ansoff
- Robert Axelrod
- Paul Baran
- Barry W. Boehm
- Cecil Hastings
- Bruce Hoffman
- Harry Markowitz
- Delbert Ray Fulkerson
- Thomas Rid
- Olaf Helmer
- Albert Wohlstetter
- J. C. C. McKinsey
- Allen Newell
- Paul O’Neill
- Daniel Ellsberg
- John von Neumann
- John Forbes Nash
- George Dantzig
- Herman Kahn
- Harold L. Brode
- Simon Sinek
- Jon Folkman
- Richard Bellman
- Katsuaki L. Terasawa
- Donald Rumsfeld
- Condoleezza Rice
- Francis Fukuyama
- Murray Gell-Mann
- Cheryl Benard
- Nicholas Rescher
- Anthony Downs
- Anthony Russo
- Lloyd S. Shapley
- William F. Sharpe
- Malcolm Gladwell
- Alexander L. George

### Hochschulschriften
- Bruce Lee Raymond Smith: The RAND Corporation: Wissenschaftliche Politik-Beratung in den USA  (= Wissenschaftstheorie, Wissenschaftspolitik, Wissenschaftsplanung, Band 18; Originaltitel: The RAND Corporation, übersetzt von Rüdiger von Bandemer), Bertelsmann-Universitätsverlag, Düsseldorf 1971, ISBN 3-571-09163-9 (Dissertation Harvard-Universität, Cambridge, MA 1964, 96 Seiten, 23 cm).
- Martin Gehlen: Politikberatung in den USA: der Einfluss von think tanks auf die amerikanische Sozialpolitik (= Nordamerikastudien, Band 24), Campus, Frankfurt am Main / New York, NY 2005, ISBN 978-3-593-37728-5 (Dissertation Universität Erfurt 2004, 390 Seiten mit graphischen Darstellungen, 21 cm).